# World Games/Ultimate Frisbee
Die World Games finden alle vier Jahre statt, Ultimate Frisbee ist dabei eine der Wettkampfsportarten. Die Spiele werden von der International World Games Association (IWGA) ausgerichtet. Ultimate war erstmals 2001 bei den World Games vertreten, gespielt wird ausschließlich Mixed. Von 2001 bis 2009 wurde mit sechs Spielern je Team auf dem Feld gespielt, drei Männern und drei Frauen. Seit 2013 wird mit sieben Spielern je Team gespielt.

## Ergebnisse
| Jahr | Ort       | Gold               | Silber             | Bronze     |
| ---- | --------- | ------------------ | ------------------ | ---------- |
| 2017 | Breslau   | Vereinigte Staaten | Kolumbien          | Kanada     |
| 2013 | Cali      | Vereinigte Staaten | Australien         | Kanada     |
| 2009 | Kaohsiung | Vereinigte Staaten | Japan              | Australien |
| 2005 | Duisburg  | Vereinigte Staaten | Australien         | Kanada     |
| 2001 | Akita     | Kanada             | Vereinigte Staaten | Japan      |

## Medaillenspiegel
| Platz | Land               | Gold | Silber | Bronze | Gesamt |
| ----- | ------------------ | ---- | ------ | ------ | ------ |
| 1     | Vereinigte Staaten | 6    | 1      | -      | 7      |
| 2     | Kanada             | 1    | 1      | 3      | 5      |
| 3     | Australien         | -    | 3      | 1      | 4      |
| 4     | Japan              | -    | 1      | 1      | 2      |
| 5     | Kolumbien          | -    | 1      | 1      | 2      |
| 6     | Frankreich         | -    | -      | 1      | 1      |